# HR 7722
HR 7722 — звезда, находящаяся в 29 световых годах от Земли в созвездии Козерога.
Она представляет собой оранжевый карлик спектрального класса K0-3V, лежащий на главной последовательности. Его металличность составляет от 78 % до 91 %, что позволяет обнаружить там планеты земного типа. Звезда может иметь компаньона, а также переменность.

## Ближайшее окружение звезды
Следующие звёздные системы находятся на расстоянии в пределах 20 световых лет от HR 7722:
| Звезда         | Спектральный класс | Расстояние, св. лет |
| AU Микроскопа  | M0-1 Ve            | 5,5                 |
| AC+20 76187    | DA/VII             | 6,0                 |
| AT Микроскопа  | M4,5 Vpe / M4,5 Ve | 6,3                 |
| Глизе 783      | K3 V / M3,5-4 V    | 9,3                 |
| Фомальгаут     | A3 V               | 17                  |
| δ Козерога     | A5-7 IVm / F2 V?   | 17                  |
| Альтаир        | A7 V-IVn           | 18                  |
| δ Павлина      | G5-8 V-IV          | 18                  |
| HD 172051      | G5 V               | 19                  |
| HD 196761      | G8-K0 V            | 19                  |
| Глизе 732      | G0 IV / ?          | 19                  |
| 41 Жертвенника | G8-K0 V / K7-M0 V  | 20                  |
| ψ Козерога     | F4-5 V             | 20                  |